# Lijst van beschermd erfgoed in de gemeente Contern
In deze lijst van beschermd erfgoed in de gemeente Contern zijn alle geclassificeerde nationale monumenten van de Luxemburgse gemeente Contern opgenomen.

## Monumenten per plaats

### Contern
| Object                                        | Bouwjaar/architect | Locatie                                        | Datum beschermd?      | Coördinaten | Afbeelding |
| --------------------------------------------- | ------------------ | ---------------------------------------------- | --------------------- | ----------- | ---------- |
| Gebouwen                                      |                    | Kadastersectie C, nummers 288/1065 en 229/1066 | 30 maart 1978 (IS)    |             |            |
| Gebouw                                        |                    | rue de Luxembourg 1                            | 19 juli 1982 (IS)     |             |            |
| Gebouw met bijgebouwen en aangrenzend terrein |                    | rue des Prés 40                                | 15 januari 1991 (IS)  |             |            |
| Huis en aanbouwen                             |                    | an de Leessen 3                                | 23 februari 2007 (IS) |             |            |

### Oetrange
| Object                  | Bouwjaar/architect | Locatie                                               | Datum beschermd?  | Coördinaten | Afbeelding |
| ----------------------- | ------------------ | ----------------------------------------------------- | ----------------- | ----------- | ---------- |
| Oud gemeenschapscentrum |                    | Kadastersectie A, nummers 24/1860, 24/2390 en 24/2423 | 27 juni 2000 (IS) |             |            |

## Bron
- Liste des immeubles et objets classés monuments nationaux ou inscrits à l'inventaire supplémentaire